# Bañado de Stirling
El Bañado de Stirling es un pequeño curso de agua uruguayo ubicado en el departamento de Treinta y Tres perteneciente a la cuenca hidrográfica de la laguna Merín.
Nace en la cuchilla de Cerro Largo y desemboca en el río Tacuarí.
- Datos: Q254147